# Röd salamander
Röd salamander (Pseudotriton ruber) är ett stjärtgroddjur i familjen lunglösa salamandrar, som finns i östra USA.

## Utseende
Den röda salamandern har en klart orangeröd till purpurbrun färg på ovansidan och sidorna, de ljusare tonerna främst hos unga individer. Grundfärgen är beströdd med mörka fläckar. Kroppsformen är kraftig, med en längd på mellan 10 och 18 cm. 

## Utbredning
Den röda salamandern finns i östra USA från södra New York till södra Indiana i norr, och söderut till västkusten söder om Virginia samt sydkusten (med undantag av halvödelen av Florida).

## Taxonomi
Den röda salamandern delas in i underarterna Pseudotriton ruber ruber,  P. r. nitidus, P. r. schencki och P. r. vioscai.

## Vanor
Salamandern vistas både på land och i vatten. Generellt föredrar den långsamt rinnande vatten som källor och bäckar i trädbevuxna områden, även om den tillfälligtvis kan påträffas i mera strömt vatten, och på den omgivande marken. På land gömmer den sig gärna under stenar, kvistar och i mossa i trädklädda dalgångar, ängar och fält, gärna fuktiga sådana. Salamandern kan bli över 20 år gammal.

### Föda och predation
Födan består av andra, mindre salamandrar, insekter som bland annat skalbaggar och syrsor, gråsuggor, spindlar, mångfotingar och sniglar. Larverna äter mindre, akvatiska ryggradslösa djur. Liksom många stjärtlösa groddjur har den en klibbig tunga som den kan slänga ut för att fånga byten med. Själv utgör den föda åt flera fågelarter, skunkar och tvättbjörnar. Som försvar har den en giftig hudavsöndring (pseudotritotoxin) som verkar avskräckande på flera predatorer.

### Fortplantning
Fortplantning och larvutveckling sker i vatten. Parningsleken äger rum från våren till hösten; under denna gnider hanen sin nos mot honans huvud och haka, och hon svarar genom att gnida sin haka mot hanens svans när han simmar framåt. Till slut avsätter hanen en spermatofor som honan tar upp med sin kloak. Honan kan lagra sperman och lägger vanligtvis mellan 30 och 130 ägg under hösten, ibland flera månader efter parningen. Äggen fästs på undersidan av klippor och stenar i samma vatten som den vuxna salamandern brukar vistas i. De kläcks tidigt på vintern, och larven förvandlas efter 2 till 3 år, under sommaren. Hanarna blir könsmogna vid omkring 4 års ålder, honorna ett år senare.

## Status
Röd salamander betraktas som livskraftig ("LC") och beståndet anses vara stabilt. Skogsavverkning och vattenföroreningar, speciellt surt spill från kolgruvor, kan dock utgöra lokala hot.